# 麥克萊恩嶺
70°44′S 66°51′E / 70.733°S 66.850°E
麥克萊恩嶺（英語：McLean Ridge）是南極洲的山嶺，位於麥克羅伯特森地，處於巴特沃思山東南面6公里，屬於查爾斯王子山脈中阿拉米斯山脈的一部分，根據澳大利亞探險隊拍攝的空中照片繪入地圖，現時由南極條約體系管理。